# کایه

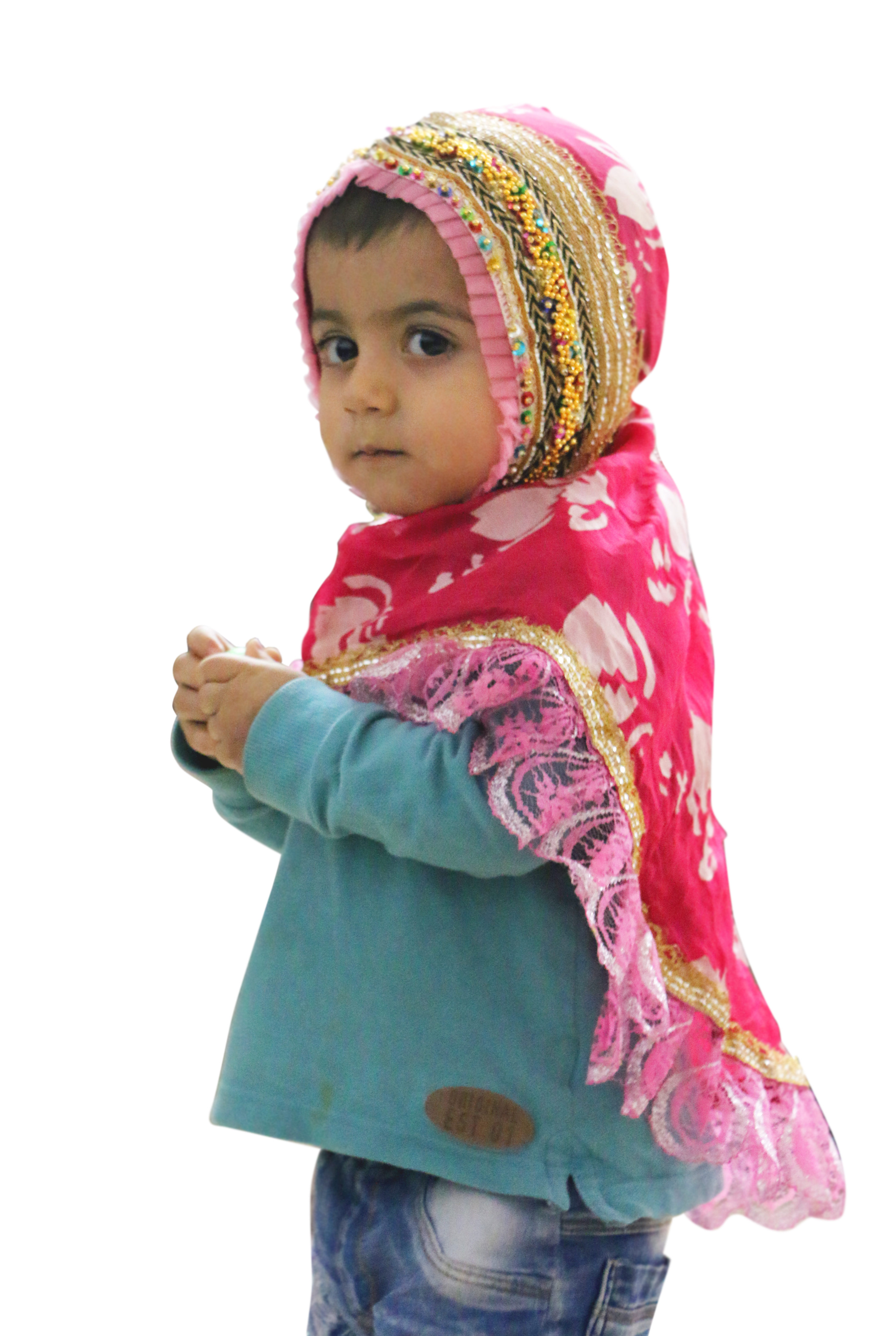
نمونه‌ای از کایه

کایَه (تلفظ: kāya) نوعی مقنعه یا کلاه بچه‌گانه است که از گذشته در مناطق جنوبی کشور، از جنوب فارس تا هرمزگان، به عنوان پوششی برای سر و گردن نوزادان تا ۲ الی ۳ سالگی استفاده می‌شود. کایه‌ها انواع مختلفی دارند.

## انواع

### کایَه چِلائی
کایه چلائی ( (kāya-e čelǎɔi) معمولاً با پارچه سفید رنگ و از جنس مَلمَل و پارچه‌های نرم دیگر ساخته می‌شد. کایه‌هایی از این دست، بدون تزئین؛ یا صرفاً با تزییناتی از کُرک؛ که نرم بوده و پوست حساس نوزاد را اذیت نکند، و در پشت سر آن، بندهایی جهت سفت کردن مقنعه تعبیه می‌گردید.

### کایه رنگ
کایَه رنگ (kăya-e rang) که خود انواع مختلفی داشته، با پارچه‌های رنگی ساخته می‌شد و تا روی سینه کودک را می‌پوشاند. در اطراف صورت و حاشیه پایین کایه، با نوارهای تزیینی که به آشورمه (āšorma) و میّراق (meyyarāk) موسوم بودند، تزیین می‌شدند؛ و بعضاً پولک دوزی و تکه پارچه‌های رنگی را در کنار تزئینات دیگر به کار می‌بردند.

### کایه سائبونی
کایَه سائَبونی (kāya-e sāɔabuni) (به معنی سایبانی) از انواع دیگر این نوع مقنعه است که بر روی آن با کرک، کاموا و نخ‌های ابریشمی اشکال مختلفی هم‌چون گل و مرغ کار می‌شد.

پوستر فیلم کوتاه کایه، ساخته کیوان محسنی

## مستند
فیلم مستند ۱۵ دقیقه‌ای «کایه» به کارگردانی کیوان محسنی، مراحل دوخته‌شدن کایه را به تصویر می‌کشد. محسنی در این فیلم از مادربزرگ و پدربزرگ‌اش بازی گرفته و زندگی روزمرهٔ آنان را نیز از خلال مراحل دوخت کایه به تصویر کشیده‌است. فیلم مستند «کایه» برای نخستین‌بار در نهمین جشنواره فیلم کوتاه کل به نمایش درآمد و تقریباً همه جایزه‌های مهم به خود اختصاص داد. این مستند سپس در بخش شُرت‌ فیلم‌ کرنر جشنواره فیلم کن، جشنواره رُما سینما داک ایتالیا، جشنواره دو پائو DO PÃO پرتغال، جشنواره بین‌المللی مینه‌مینی آمریکا، جشنواره فیلم کوتاه تهران و ... به نمایش درآمد. 